# Sông Đak Pơ Kơ
Sông Đak Pơ Kơ là phụ lưu bên bờ trái của Sông Ba. Đak Pơ Kơ chảy ở huyện Tây Sơn tỉnh Bình Định, huyện Đak Pơ và Kông Chro tỉnh Gia Lai, Việt Nam .

## Dòng chảy
Sông Đak Pơ Kơ khởi nguồn từ các suối với nhiều tên gọi khác nhau ở xã Vĩnh An huyện Tây Sơn tỉnh Bình Định và xã Ya Hội huyện Đak Pơ tỉnh Gia Lai, chảy uốn lượn về hướng tây nam.
Sau đó sông là ranh giới giữa xã Ya Ma và xã S'Ró huyện Kông Chro, tỉnh Gia Lai. Sông tiếp nhận các dòng Đăk Ma Ta ở xã Đăk Song và Đăk Ha Way rồi đổ vào Sông Ba .

## Chỉ dẫn
1. ↑  Trong tiếng các dân tộc thuộc nhóm ngôn ngữ Môn-Khmer ở Tây Nguyên và trong tiếng Việt cổ (trước thế kỷ 16, xem Chữ Nôm) thì đăk đã có nghĩa là nước, sông, suối, còn krông nghĩa là sông. Trong tiếng một số dân tộc Tây Nguyên khác thì ea/ia có nghĩa là nước, sông, suối.